# Collins (Nowy Jork)

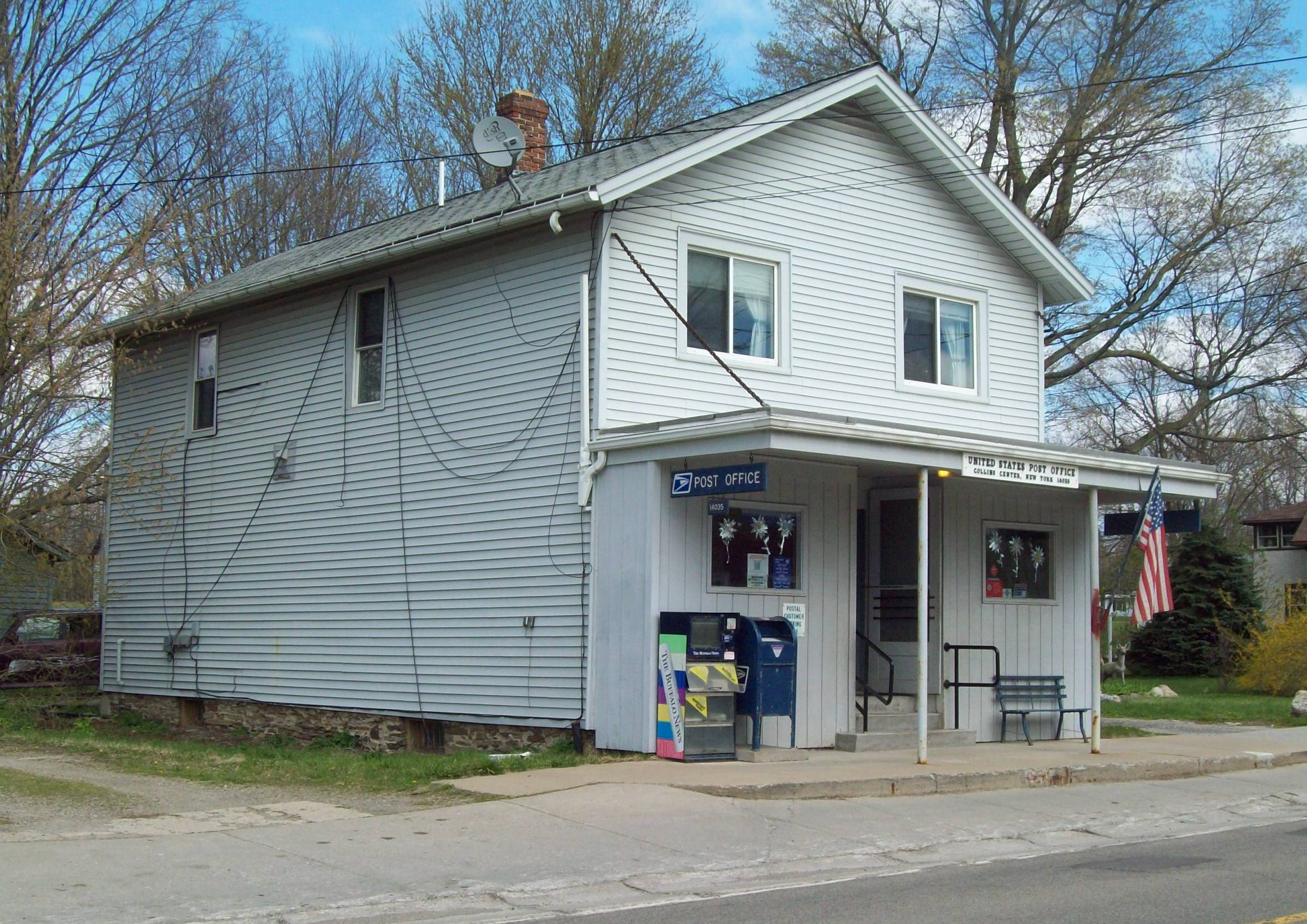
Poczta w centrum miasta Colins

Collins – miasto w Stanach Zjednoczonych, w stanie Nowy Jork, w hrabstwie Erie.